# Амі дю Шамбертен
Амі дю Шамбертен (фр. Ami du Chambertin) або л'Амі дю Шамбертен (фр. L'Ami du Chambertin) — французький напівм'який сир з коров'ячого молока.
Найближчий родич іншого м'якого сиру Епуас.

## Історія
Амі дю Шамбертен був створений в 1950 році французьким виробником сиру Раймоном Гогрі, який жив поруч з виноградниками Жевре-Шамбертен. Назва для сиру також була вибрана цим сироваром.

## Виготовлення
Для приготування сиру використовується молоко корів трьох порід Брюн, Французький Симменталь і Монбельярд. Молоко в сироварню збирається більше ніж від 13 виробників молока. Смак одержуваного сиру багато в чому обумовлений рослинністю тих пасовищ, на яких пасуться корови. Амі дю Шамбертен виробляється з весни і до осені. Сир витримується протягом 1—2 місяців у вологому підвалі. У період дозрівання скоринка сиру регулярно омивається бренді «Марк де Бургонь» (фр. Marc de Bourgogne), який надає їй помаранчевий колір і характерний смак.

## Опис
Головки сиру мають форму диска діаметром 8,5—9 сантиметрів, заввишки 4—4,5 сантиметра і вагою 250 грамів. Поверхня головок волога, злегка зморщена, червоно-оранжевого кольору. Сир має сильний, різкий аромат з нотками бренді та м'який вершковий смак.
Вживається як самостійна страва з червоним вином Gevrey Chambertin або білим — Puligny-Montrachet.